# Daisuke Sato
Daisuke Caumanday Sato (født 20. september 1994) er en filippinsk fodboldspiller, der spiller for Sepsi Sfântu Gheorghe.

## Klubkarriere

### AC Horsens
Det blev annonceret i slutningen af juni 2017, at Sato havde skrevet under på en treårig kontrakt med AC Horsens. Han forlod dog allerede klubben igen 6. december 2017, da kontrakten på ophævet. Han nåede i alt at spille fire kampe for klubben.

### Sepsi OSK
Efter den korte periode i Danmark returnerede han til Rumænien for at spille i Liga I. Den 5. januar 2018 blev det offentliggjort, at Sato havde skrevet under på med Sepsi Sfântu Gheorghe.